# 环尾狐猴
環尾狐猴（學名：Lemur catta）又名節尾狐猴，是狐猴屬的唯一一個種，属灵长目狐猴科。分布于南马达加斯加，生活于干旱多岩石地区。
為母系社會，身體總長約95-110公分。
白天活動，喜欢在地面上。好斗，常常为了领地而争斗。主要吃素，但是有时也吃昆虫、鸟蛋甚至幼鸟。每年11～12月发情交配，经常争斗。怀孕5个月，每胎2—3仔，2岁性成熟。寿命16—20年。

## 保育
環尾狐猴在IUCN紅色名錄內被列入「瀕危」級別，即在中期內可能有比較高的滅絕威脅。而在瀕危野生動植物種國際貿易公約中亦被列入《附录I》中，禁止在國際間的交易。虽然在世界各地的动物园内，环尾狐猴十分常见，但是因为盗猎和森林破坏，在野外仅存约2000只。自从2000年以来数量下降了95%，使得該物種更加瀕危。

## 圖集
- 环尾狐猴
- 環尾狐猴與雙胞胎，攝於科赤斯特動物園